# 松延家住宅
松延家住宅（まつのぶけじゅうたく）は、福岡県八女市立花町兼松にある歴史的建造物（民家）。和紙、茶等の取引を行っていた商家である。

## 概要
松延家は久留米から熊本へ抜ける脇往還の宿場として栄えた兼松にある。住宅は街道の南にあり、北を正面とする。福岡県内に残る古民家のうち、大規模で保存も良好なものとして、1977年に国の重要文化財に指定された。
建物は東側（街道から見て向かって左）の土間部と西側の座敷部に分かれる。土間部と座敷部とは、内部は一体化しているが建築構造的には別棟で、重要文化財指定の棟数も2棟となっている。土間部、座敷部とも、壁面を漆喰で塗り籠めた土蔵造で、妻入り、2階建てとし、屋根は桟瓦葺き。土間部、座敷部ともに正面を入母屋造、背面を切妻造とする。土間部、座敷部ともに両側面に庇屋根を設け、正面は1階と2階の境に庇屋根を出す。入母屋の妻を正面に見せた同形の建物が左右に2棟並んだ外観に特色がある。
建物の平面規模は、桁行（当住宅の場合は奥行）が約13メートル、梁間（当住宅の場合は間口）が土間部は約8メートル、座敷部は約10メートルで、土間部は奥に突出部がある。東側の土間部棟は、右手を奥へ通じる「通りにわ」（土間）とし、土間の左手（東側）には手前から「みせ」「なんど」「つぎ」の3室を設け、その奥の突出部には奥座敷がある。座敷部はおおむね左右2列、前後3列の間取りで、「ひろま」「女部屋」「仏間」「表座敷」などの部屋を設ける。2階には居室はなく、物置とする。正確な建築年代は不明だが、様式手法から江戸時代末期、19世紀半ばの建築とみられる。
建物内部は一般公開されていない。